# Swinford Glacier
Swinford Glacier är en glaciär i Antarktis. Den ligger i Östantarktis. Nya Zeeland gör anspråk på området. Swinford Glacier ligger 1 764 meter över havet.
Terrängen runt Swinford Glacier är varierad. Trakten är obefolkad. Det finns inga samhällen i närheten. 